# بلدية موغونغومانغا
موغونغومانغا هي إحدى بلديات مقاطعة بوجومبورا الريفية في بوروندي.